# Igra s kartami
Igra s kartami (kartanje) je družabna igra, pri kateri igralci uporabljajo igralne karte različnih vrst (navadne igralne karte oziroma karte za remi, tarok karte, karte za briškolo, ...). Poznamo igre s kartami za enega igralca (pasjanse oz. polaganje kart) ter igre za več igralcev. Pri igrah za štiri igralce (ali več) se (lahko) oblikujejo ekipe s po dvema igralcema. Namen igre je največkrat kratkočasno zbiranje točk, karte pa so lahko pogosto tudi osnova za igre na srečo (poker, Black Jack,...), kjer se igra za denarne dobitke. 